# Kandalos
Kandalos var en prins på ön Rhodos i grekisk mytologi. Han var son till solguden Helios och nymfen Rhode som var härskarinna på ön Rhodos där han växte upp.
Kandalos hade sex bröder och en syster, Elyktro, som dog ung. Hans bröder hette Kerakfos, Okhimos, Aktis, Tenages, Triopas och Makareus. Alla Helios och Rhodes söner var framgångsrika astronomer på ön Rhodos.
Kandalos och tre av hans bröder; Aktis, Triopas och Makareus, blev avundsjuka på sin femte bror Tenages för hans kunskaper i naturvetenskap. Det hela slutade med att de dödade den yngre brodern. Efter att mordet kommit upp till kännedom valde Kandalos att fly till Karia.